# Apriona chemsaki
Apriona chemsaki är en skalbaggsart som beskrevs av Hua 1986. Apriona chemsaki ingår i släktet Apriona och familjen långhorningar. Inga underarter finns listade i Catalogue of Life.